# Lieselotte Quilling
Lieselotte Quilling, auch Liselotte Quilling (* 24. November 1921 in Frankfurt am Main; † 16. Juni 1997 in Pentling), war eine deutsche Schauspielerin.

## Leben
Sie besuchte nach dem Abitur von 1940 bis 1942 die Hochschule für Musik und Darstellende Kunst Frankfurt am Main. Ihr Debüt gab sie 1942 an den Städtischen Bühnen Frankfurt, wo sie bis 1945 dem Ensemble angehörte. Hier übernahm sie die Titelrolle in Gerhart Hauptmanns Und Pippa tanzt! und verkörperte Melitta in Sappho.
Nach dem Krieg erhielt sie ein Engagement an den Städtischen Bühnen Darmstadt, wo sie von 1947 bis 1949 tätig war und die Rollen von Emily in Unsere kleine Stadt und Rosalinde in Was ihr wollt übernahm. An den Städtischen Bühnen von Essen agierte sie von 1949 bis 1954 und stellte Luise in Kabale und Liebe sowie Martirio in Bernarda Albas Haus dar. Von 1954 bis 1956 war sie als Cleopatra in George Bernhard Shaws Cäsar und Cleopatra und Shen Te in Der gute Mensch von Sezuan an den Städtischen Bühnen von Freiburg im Breisgau zu sehen. Seit 1956 war sie freischaffende Schauspielerin, von 1979 bis 1982 arbeitete sie wieder in Darmstadt und trat als Mutter in Hays Haben und Linda in Tod eines Handlungsreisenden auf.
Als Ingrid Sigbjörnson war sie in der ersten Folge der Science-Fiction-Serie Raumpatrouille zu erleben. Danach hatte sie noch verschiedentlich Auftritte in Fernsehserien wie Der Kommissar und Der Alte. Sie war Mutter von zwei Töchtern.

## Filmografie
| - 1962: Die sündigen Engel - 1963: Die Abrechnung - 1963: Den Tod in der Hand (Fernsehfilm) - 1963: Kommissar Freytag – Indiz im Schulterblatt - 1965: Der Nachtkurier meldet – 3000 Dollar Finderlohn - 1966: Die fünfte Kolonne – Stahlschrank SG III - 1966: Raumpatrouille – Angriff aus dem All - 1962–1967: Die Firma Hesselbach - 1969: Transplantation - 1969: Der Kommissar – Auf dem Stundenplan: Mord - 1970: Der Musterschüler - 1970: Die Unverbesserlichen und die Liebe - 1971: Der Kommissar – Die andere Seite der Straße - 1973: Unser Dorf (Serie) - 1975: PS – Geschichten ums Auto - 1976: Die Fastnachtsbeichte - 1976: Inspektion Lauenstadt – Ein Herr aus Hamburg - 1977: Walter Hasenclever - 1978: PS – Brodzinski - 1979: Der Alte – Der Auftraggeber - 1979: Die Protokolle des Herrn M. – Routinefall Stefan Grossky - 1981: Tod eines Schülers (Sechsteiler) - 1983: Kontakt bitte… - 1983: Diese Drombuschs - 1994: Anna Maria – Eine Frau geht ihren Weg Folge 6 |